# Cymothoé
Pour les articles homonymes, voir Cymothoe (homonymie).
Dans la mythologie grecque, Cymothoé (en grec ancien Κυμοθόη / Kumothóê) est une Néréide, fille de Nérée et de Doris, citée par Apollodore, Hésiode, Homère et Hygin  dans leurs listes de Néréides. Elle est une des douze Néréides à apparaître sur les quatre listes.

## Fonctions
Cymothoé est la Néréide des vagues courantes.

## Famille
Ses parents sont le dieu marin primitif Nérée, surnommé le vieillard de la mer, et l'océanide Doris. Elle est l'une de leur multiples filles, les Néréides, généralement au nombre de cinquante, et a un unique frère, Néritès. Pontos (le Flot) et Gaïa (la Terre) sont ses grands-parents paternels, Océan et Téthys ses grands-parents maternels.

## Mythologie
Cymothoé est référencée dans les quatre principales listes ou inventaires antiques, que ce soit par Hésiode dans sa Théogonie (vers 240 à 264), par Homère dans son Iliade, par Apollodore dans sa Bibliothèque (livre I, chapitre 2, paragraphe 7) ou par Hygin dans la préface de ses Fables. Elle est une des douze Néréides à apparaître sur les quatre listes.

### Littérature et mythologie grecque
Cymothoé est mentionnée comme l'une des 32 Néréides qui se rassemblent sur la côte de Troie, remontant des profondeurs de la mer pour pleurer avec Thétis la mort future de son fils Achille dans l'Iliade d'Homère.
Elle apparaît également dans la Posthomerica de Quintus de Smyrne :
"Contre le sage Prométhée, les femmes de la mer étaient amèrement en colère, se souvenant que Zeus, inquiet par ses prophéties, à Pélée avait donné Thétis comme femme, une épouse très peu disposée. Alors avait crié de rage à ces actions Cymothoé : "O que le prophète pestiféré a enduré toutes les peines qu’il méritait, quand, creusant profondément, l’aigle a arraché son foie toujours renouvelé !"

### Littérature et mythologie romaine
Selon Virgile, lorsque Neptune veut apaiser la tempête que Junon, pleine de rage, a excitée contre Énée et les troyens survivants, il est assisté par son fils Triton et par la Néréide Cymothoé qui déploient leurs efforts pour sauver les vaisseaux échoués.
Pour Valerius Flaccus, c'est Cymothoé et le dieu marin Glaucus qui sauvèrent Hellé lorsqu’elle tomba du bélier volant à la toison d'or, Chrysomallos.
Cymothoé est évoquée par Properce dans ses Élégies : 

« « Si Glaucus avait vu tes yeux, tu serais devenue une sirène de la mer Ionienne, et les Néréides, envieuses, te feraient des reproches, la blonde Nésée et la céruléenne Cymothoé. » »

## Évocation moderne

### Zoologie
Le genre de lépidoptères Cymothoe tient son nom de la Néréide.

### Littérature
Cymothoé est citée parmi d'autres Néréides par le poète symboliste Jean Moréas (1856-1910) dans un de ces poèmes.